# David Loggan

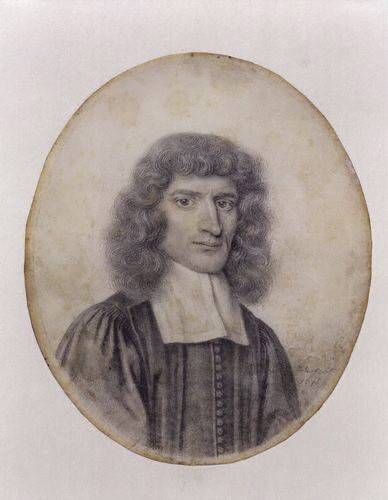
Portret Isaaca Barrowa, 1676

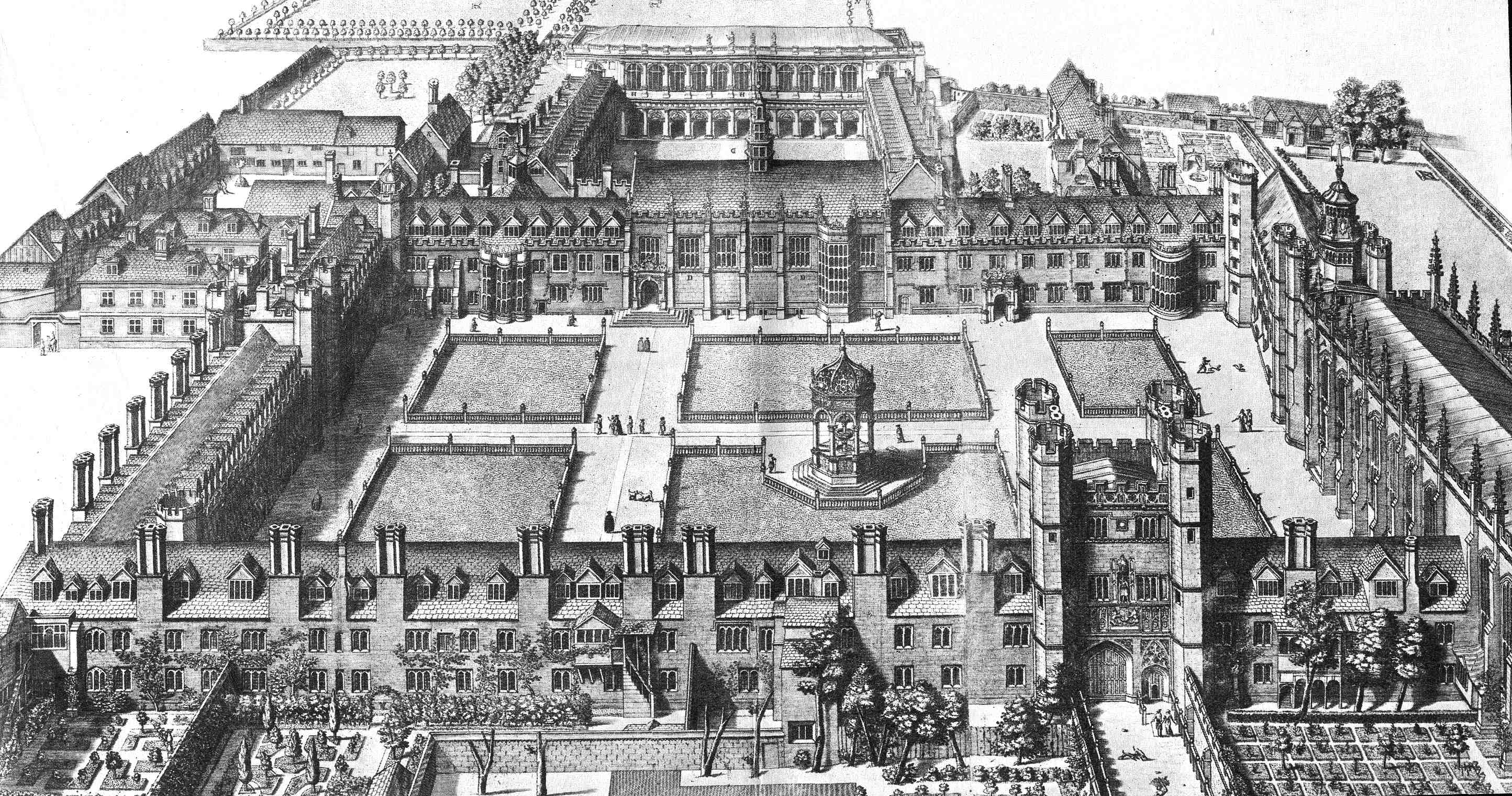
Rycina ze zbioru Cantabrigia Illustrata, 1690

David Loggan (ochrzczony 27 sierpnia 1635 w Gdańsku, pochowany 1 sierpnia 1692 w Londynie) – angielski grawer, rysownik i malarz.
Urodził się w rodzinie angielsko-szkockiej, studiował początkowo w Gdańsku u rytownika i kartografa Wilhelma Hondiusa, a później w Amsterdamie u Crispijna van de Passe II. W połowie lat 50. XVII w. przeniósł się na stałe do Londynu, pracował jako grawer na uniwersytetach w Cambridge i Oxfordzie.
David Loggan był przede wszystkim grawerem, wydał dwa obszerne zbiory rycin Oxonia Illustrata (1675) i Cantabrigia Illustrata (1690). Ponadto artysta stworzył liczne miniaturowe portrety, które rysował na pergaminie.
Prace Loggana znajdują się m.in. w National Portrait Gallery w Londynie i Fine Arts Museums of San Francisco.